# Liebe im 3/4-Takt
Liebe im 3/4-Takt (Originaltitel: The Waltz King, auf Deutsch: Der Walzerkönig) ist ein US-amerikanischer Spielfilm des Regisseurs Steve Previn aus dem Jahr 1963, produziert von der Firma Walt Disney Productions. Das Drehbuch verfasste Maurice Tombragel nach einer Geschichte von Fritz Eckhardt. Die Außenaufnahmen entstanden in Wien, dem Hauptschauplatz des Films. In Deutschland kam der Streifen das erste Mal am 27. Januar 1967 in die Kinos. Im Original handelt es sich um einen zweiteiligen Film, der für das amerikanische Fernsehen gedreht wurde. Liebe im 3/4-Takt stellt den ersten Teil dar. 

## Handlung
Vater Strauss will unter keinen Umständen, dass seine beiden gleichfalls hochbegabten Söhne Musiker werden wie er. Aber der Vorsatz misslingt. Zuerst wird Johann Kapellmeister eines eigenen Orchesters, zu dem ihm die Sängerin Jetty Treffz, später seine Frau, verhilft. Als der Vater stirbt, ist er der „Walzerkönig“, aber auch großer Konzertreisender und Komponist der Fledermaus. Versuche, „seriöse“ Musik zu machen, scheitern. Auch Josef schlägt die gleiche Laufbahn ein. Er wird seines Bruders Nachfolger in der Leitung des Orchesters und schreibt die allseits beliebten Polkas.

## Kritiken
„Walt Disneys bunte, sentimentale Strauß-Leinwandstory mit mehr amerikanischer als echt wienerischen Atmosphäre. Als harmlose Unterhaltung ab 12 möglich.“

„Ein mit viel «Wiener Gemüt» gestalteter Musikfilm der Disney-Produktion, der Freunde der Gattung voll auf ihre Kosten kommen läßt.“